# Banyutus elisabethanus
Banyutus elisabethanus är en insektsart som först beskrevs av Luisa Eugenia Navas 1925.  Banyutus elisabethanus ingår i släktet Banyutus och familjen myrlejonsländor. Inga underarter finns listade i Catalogue of Life.